# Saint-Cyr-Montmalin
Saint-Cyr-Montmalin ist eine französische Gemeinde im Département Jura in der Region Bourgogne-Franche-Comté. Sie gehört zum Arrondissement Dole und zum Kanton Arbois. Die Nachbargemeinden sind Chamblay im Norden, Villeneuve-d’Aval im Nordosten, Montigny-lès-Arsures im Südosten, Villette-lès-Arbois im Süden und Vadans im Westen.

## Geschichte
Als sich Frankreich im Zweiten Weltkrieg unter deutscher Besatzung befand, organisierte der 1917 in Paris geborene Résistancekämpfer Elie Monteils für die kommunistischen Francs-tireurs et partisans (FTP) den Widerstand gegen die Deutschen in Saint-Cyr-Montmalin. 

## Bevölkerungsentwicklung
| Jahr                       | 1962 | 1968 | 1975 | 1982 | 1990 | 1999 | 2008 | 2017 |
| -------------------------- | ---- | ---- | ---- | ---- | ---- | ---- | ---- | ---- |
| Einwohner                  | 169  | 142  | 138  | 144  | 144  | 172  | 177  | 242  |
| Quellen: Cassini und INSEE |      |      |      |      |      |      |      |      |

## Wirtschaft
Die Rebflächen der Gemeinde sind Teil des Weinanbaugebietes Côtes du Jura.

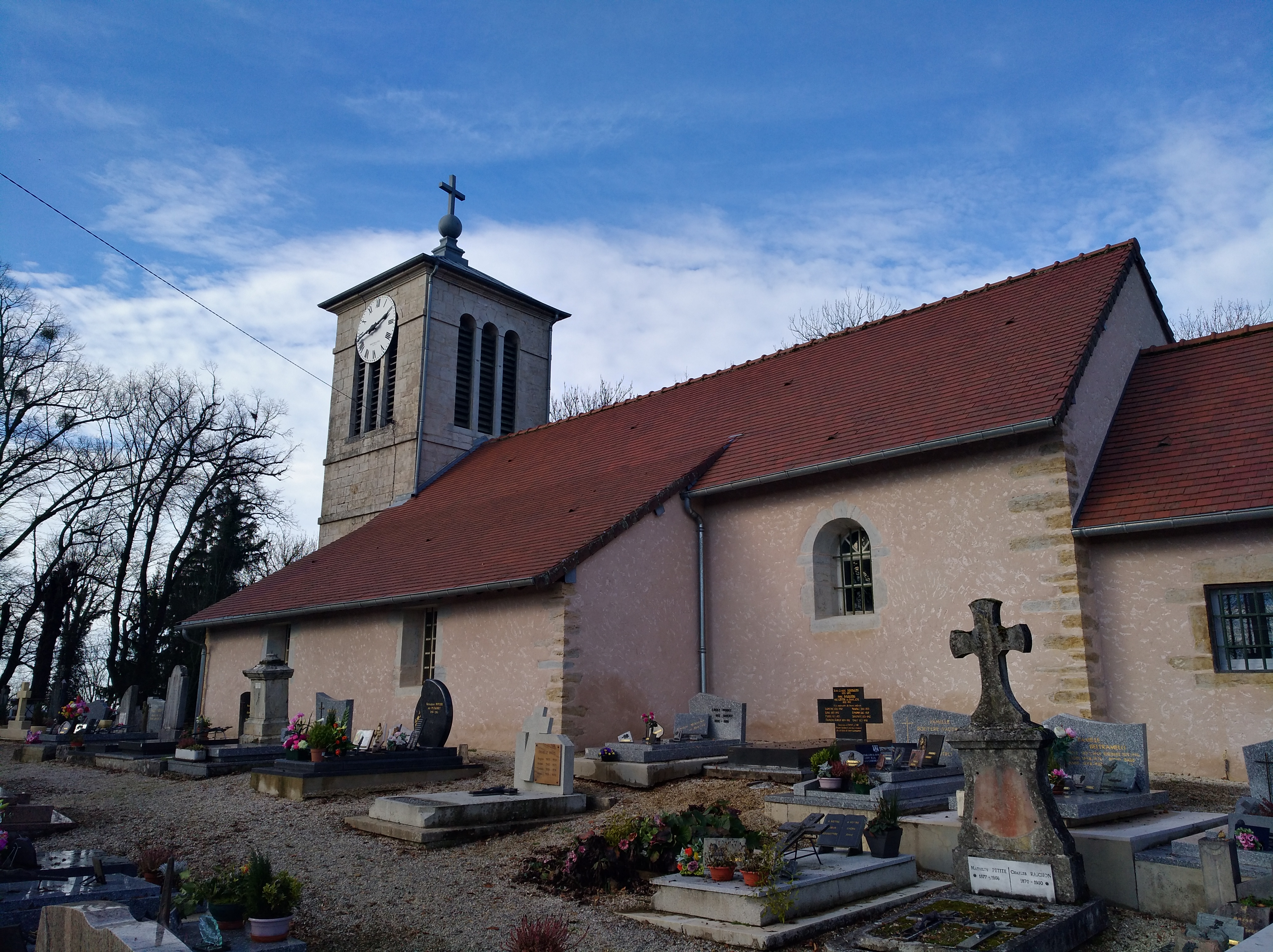
Kirche Saint-Cyr-et-Sainte-Julitte im Ortsteil Saint-Cyr
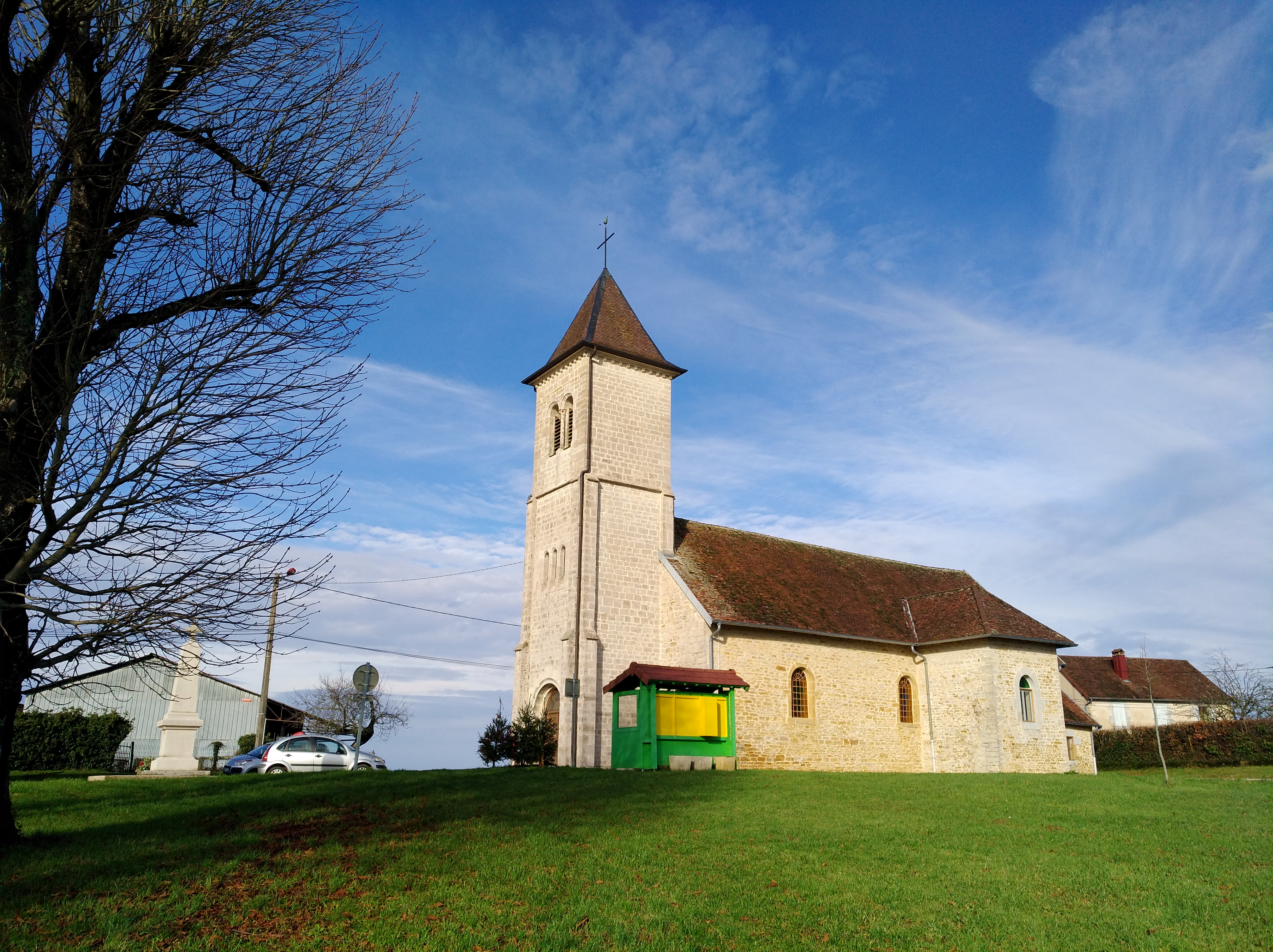
Kirche Saint-Sébastien im Ortsteil Montmalin